# Lactobacillus acidophilus
A Lactobacillus acidophilus a Lactobacillus nemzetségbe tartozó baktériumfaj. Néhány országban a Streptococcus salivarius és a  Lactobacillus delbrueckii ssp. bulgaricus fajokkal együtt joghurtgyártásban használják.